# Lombok (cheval)
Vous lisez un « bon article » labellisé en 2018.
Pour les articles homonymes, voir Lombok.
Le Lombok (indonésien : Kuda lombok) est la race de poneys présente sur l'île de Lombok, en Indonésie. D'origine probablement mongole, ce poney reçoit l'influence des chevaux des îles voisines, notamment de Java, et est lui-même régulièrement exporté vers d'autres îles indonésiennes. Avec sa taille d'environ 1,22 m et son modèle haut sur jambes, le Lombok est proche du Macassar, un poney originaire du sud de Célèbes, dont il est parfois considéré comme un type. 
Il est traditionnellement attelé aux cidomo, de petits véhicules hippomobiles à deux roues particulièrement fréquents sur les îles Gili. Il peut tracter de lourds chargements de matériaux de construction ou de bière. Ses effectifs sont assez réduits, de l'ordre de 5 000 sujets recensés dans toute l'Indonésie en 2003.

## Histoire
Kuda lombok (cheval de Lombok) est le nom donné à cette race sur l'île de Lombok, mais la race nommée « Macassar », présente dans le sud de Célèbes (Sulawesi), est très similaire au Lombok. Aussi, ces deux races sont souvent décrites ensemble, le Lombok pouvant être considéré comme un type de la race Macassar. « Kuda » signifie « cheval » en indonésien. Un autre nom employé pour le Macassar est Sulawesi pony (poney de Célèbes, en français),. 
Comme tous les poneys indonésiens, le Lombok est vraisemblablement d'ascendance mongole. Un numéro du Journal of the Indian Archipelago and Eastern Asia, daté de 1851, le décrit comme résultant d'un croisement entre les races Bali et Bima. En raison de l'histoire de Lombok, il est possible que le poney local ait reçu l'influence subséquente de chevaux néerlandais. 
Si l'île de Lombok est régulièrement mentionnée comme exportatrice de chevaux, ce commerce semble avoir eu peu d'importance historique. En 1515, il semble que l'Est de l'île de Java soit régulièrement approvisionnée en poneys de Lombok. Selon l'écrivain portugais Tomé Pires, qui écrit au début du XVIe siècle, ce commerce existe aussi en sens inverse, des chevaux de Java sont régulièrement importés sur l'île de Lombok. 
Ces poneys sont exportés par les Néerlandais : dans les registres, Lombok est en effet occasionnellement indiquée comme une île exportatrice de chevaux, en particulier durant les années 1850. Il existe cependant peu d'autres sources fiables. Les bateaux de Lombok destinés au transport du bétail sont aménagés avec des kulis, et servent à transporter des poneys vers d'autres îles. Inversement, des chevaux sont importés vers Lombok, mais en plus petit nombre. Dans les années 1850, les Rajah locaux se procurent en effet des juments anglaises à Sydney, qu'ils croisent avec des poneys Lombok ou Macassar.
Les exportations depuis Lombok s'effondrent entre les années 1890 et 1910. En 1922, le Lombok est considéré comme un petit cheval de peu d'importance, bien que certains soient toujours exportés vers l'île de Java. Son commerce a périclité au profit de celui de chevaux issus d'autres îles indonésiennes.

## Description

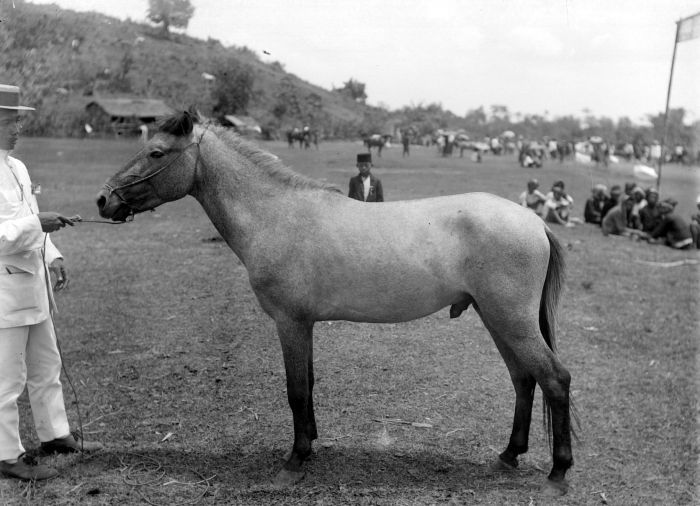
Poney de Lombok, au modèle, d'après les archives de la Collectie Stichting Nationaal Museum van Wereldculturen (1900-1940)

Le Lombok toise en moyenne 1,22 m d'après CAB International (2016) et la seconde édition de l'encyclopédie de l'université de l'Oklahoma (2007), mais des mesures plus réduites sont parfois reportées, de l'ordre de 1,11 m pour les femelles et 1,14 m en moyenne chez les mâles. Ce sont notamment les mesures fournies par la base de données DAD-IS et par le Guide Delachaux (2014). 
Le modèle est typique des poneys indonésiens indigènes, généralement de petite taille. Ce sont des poneys légers, assez hauts sur jambes, plus larges de poitrine que ceux de Bali, dotés d'une crinière lisse et courte.
La robe est habituellement baie ou alezane,, le bai et le bai-brun étant plus fréquents. Le guide Delachaux indique uniquement le bai foncé.
La race est réputée rustique et d'entretien facile. Nourris de foin au contraire du système de libre pâture commun aux autres îles indonésiennes, ces poneys sont en général bien entretenus par leurs propriétaires, tout particulièrement lorsqu'ils sont destinés à la traction des cidomo.

## Utilisations

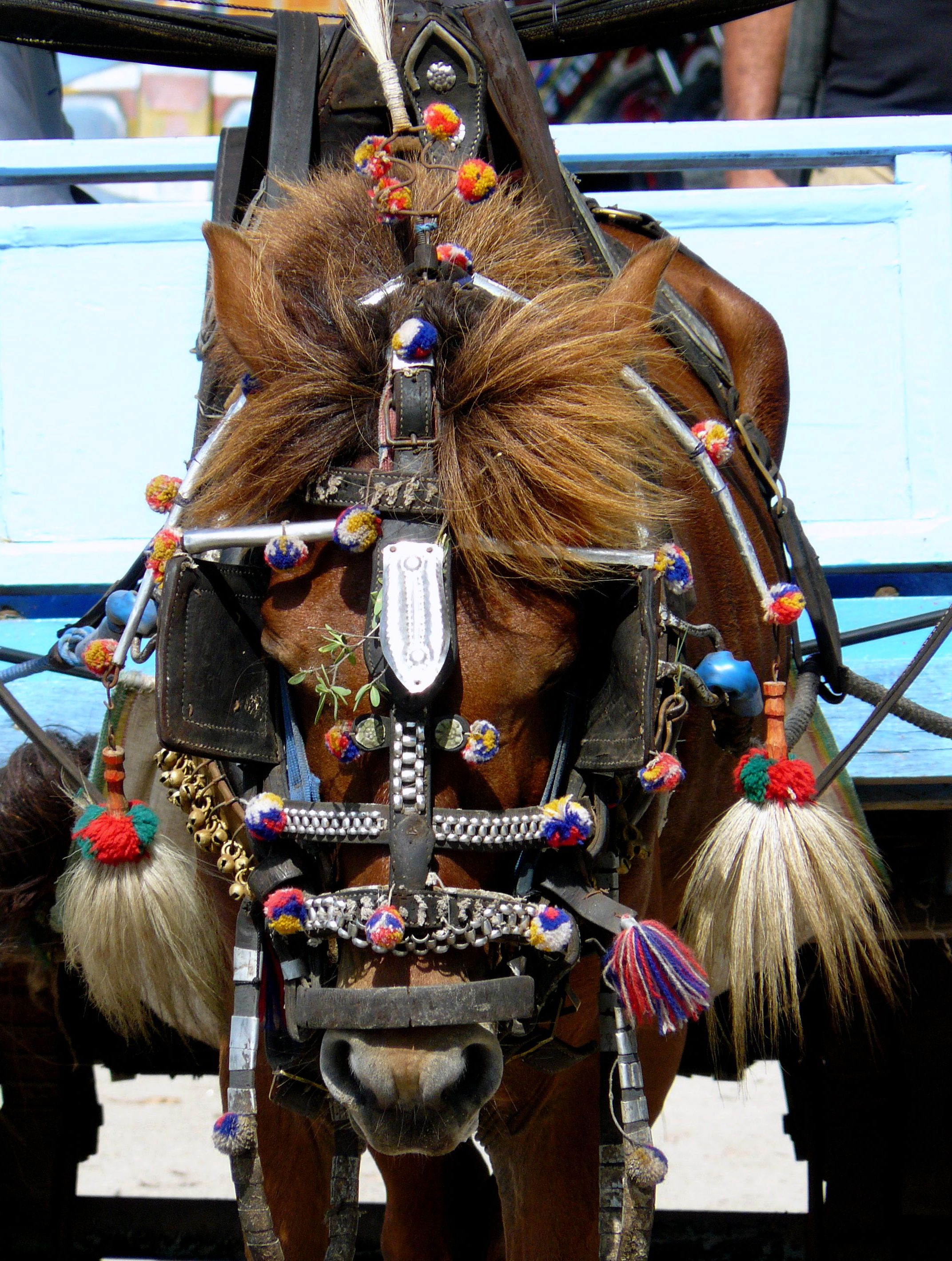
Poney Lombok attelé à un cidomo, à Gili Trawangan.

Le Lombok est employé pour le bât, sous la selle et au trait léger,,, étant aussi fréquemment monté pour le travail du bétail. Toujours beaucoup utilisé pour le transport sur les routes, il est connu pour la traction des cidomo (ou cedomo), de petites carrioles à deux roues pneumatiques, brillamment colorées et partiellement couvertes, particulièrement fréquentes sur les îles Gili. En effet, tous les déplacements continuent de s'y effectuer via ce mode de transport. Cette pratique est désormais valorisée pour son potentiel d'attraction touristique, conférant un certain charme rural à ces îles aux yeux des visiteurs étrangers. Sur les îles Gili, ces chevaux tractent de très lourds chargements de matériaux de construction ou de Bintang, une bière indonésienne, attelés à des véhicules hippomobiles généralement non immatriculés.
Les chevaux de Lombok revêtent une autre forme d'importance, car les habitants locaux consomment aussi des produits issus de ces animaux, notamment leur viande. Les habitants de Lombok n'étaient originellement pas hippophages, cette pratique résultant vraisemblablement de la colonisation et d'une adaptation au système de taxe d'abattage local. L'hippophagie est attestée dès 1924.
Des cas de maltraitance ont été reportés sur les chevaux des îles Gili. Les associations LoveHealAnimals et Gili Eco Trust s'y mobilisent en faveur du bien-être du cheval, notamment en créant des cliniques vétérinaires et en formant les cochers,.

## Diffusion de l'élevage
Le Lombok est une race localement adaptée en Indonésie, propre à l'île de Lombok et aux Petites îles de la Sonde occidentales (Nusa Tenggara occidental),,. DAD-IS ne fournit pas d'indication de niveau de menace, ni de relevé des effectifs.
L'étude menée par l'université d'Uppsala, publiée en août 2010 pour la FAO, signale le Kuda-Lombok comme race de chevaux asiatique locale, dont le niveau de menace est inconnu.
Le Guide Delachaux cite un effectif de 5 000 têtes en 2003, ce qui en fait une race indonésienne à faible diffusion.